# Vrh kostek: Česká experimentální poezie
Vrh kostek: Česká experimentální poezie je první antologie české experimentální poezie. Byla připravena v šedesátých letech, k vydání však došlo až v roce 1993 v nakladatelství TORST.
Kniha, na které se podílelo jedenáct spoluautorů, je rozdělena do dvanácti kapitol. Každá z jedenácti z nich je uvedena jménem jejich autora, zbývající kapitola je uvedena jmény spoluautorů Josefa Hiršala a Bohumily Grögerové. Na stránce, které předchází Slovo úvodem, se nalézají dva výroky, které lze chápat jako nápověď pro čtenáře. Jeden z nich zní: Každá myšlenka je vržením kostek.
Kapitola každého z jednotlivých autorů je uvozena jeho portrétem, většinou koláží Jiřího Koláře nebo kresbou Michala Resla.

## Seznam autorů

### Jiří Valoch
Jiří Valoch (* 6. září 1949 v Brně) začíná poměrně obsáhlým úvodem s názvem Poznámky k práci, v nichž bilancuje své dosažené výsledky. Především však na téměř třiceti stránkách předkládá svou novou poezii „beze slov“; jeho básně jsou vizuální struktury konstruované násobným opakováním jednotlivého písmene nebo diakritického znaménka.

### Zdeněk Barborka
Texty, kterými do Vrhu kostek přispěl Zdeněk Barborka (3. dubna 1938 v Rokycanech – 9. dubna 1994 v Litoměřicích), nazval procesuálními. Východiskem budoucího procesuálního textu je zvolený text, který je postupně podrobován operacím dle stanoveného programu. Ze dvou zde představených procesuálních textů zmiňuji text s názvem Ortel. Tento text se skládá ze třinácti úseků, první z nich začíná těmito slovy: „muž kterého představuje tento text je v nejlepších letech neví nic o své nemoci . . . nelze říci jaké stanovisko by zaujal kdyby věděl že v jeho těle pracuje choroba, která ho nevyhnutelně zahubí“. Počínaje prvním úsekem je v každém úseku zmíněno slovo nádor. V každém úseku se frekvence slova nádor zvyšuje, poslední úsek je pouze mnohočetným opakováním tohoto slova.

### Ladislav Nebeský
Ladislav Nebeský (* 28. ledna 1937 v Jilemnici) se ve Vrhu kostek objevuje kupříkladu jako autor typogramů nebo groteskních básní, také však jako autor rozměrnější skladby s názvem lekce binární poezie. V této skladbě manipuluje s dvojicemi izolovaných slov, každá dvojice je kódována šesticí složenou z prvků O a I. Kódování (většinou binární) využívá i v dalších básních.

### Jindřich Procházka
Jindřich Procházka (* 19. června 1934 v Praze) prezentuje zde své básně několika různých typů: strukturální básně, barevné básně, kinetizující básnické útvary, narativní básně apod.; jeho celková typologie je podrobnější: strukturální báseň slovní, strukturální báseň slabičná, strukturální báseň hlásková, seriální báseň foneticko-vizuální atd.

### Vladimír Burda
Vladimír Burda (29. května 1934 v Úvalech – 23. října 1970 v Praze) je autorem, jehož poezii zde lze snadno nalistovat: stránky ostatních autorů jsou mnohem plnější. Jeho básně jsou úsporné; často jde jen o několik slov na bílém podkladě. K Burdově poezii patří různé typogramy. Posledních osm stánek s názvem Estetika linky je téměř prázdných.

### Ladislav Novák
Ladislav Novák (4. srpna 1925 v Turnově – 28. července 1999 v Třebíči) byl jedním z prvních průkopníků experimentální poezie v České republice. Kořeny jeho básnické tvorby sahaly až k surrealismu. Podobně jako Procházka, také Novák vytvářel různé druhy básní; názvy těchto druhů leccos napoví: Onomatopoická báseň, Konstelace, Spečené texty, Anihilace, Preparované texty, Asociativní makromolekuly, Čtvrcené básně, Návody, Detexty, Topologické kresby a Alchymáže. Jeho Detexty byly tištěné nebo ručně psané texty, do kterých zasahoval (např. kaňkami). Dalším typem jsou Alchymáže, které lze popsat jako groteskní malby.

### Běla Kolářová
Běla Kolářová (24. března 1923 v Terezíně – 1. dubna 2010 v Praze) nazvala svou kapitolu Vegetáže, fotokoláže, stopy. I když na předchozích (především Novákových) stránkách byla různá zobrazení, jejich dvacet dva stránkových obrazů vnáší do této antologie svébytný akcent. Východiskem většiny těchto obrazů jsou autorčiny fotografie, které sama dále upravuje.

### Bohumila Grögerová
Bohumila Grögerová (7. srpna 1921 v Praze – 21. srpna 2014 v Praze) poprvé autorsky vystoupila dvěma ukázkami ze svého rukopisu „4 x 3 civilizační témata“ (1963–1968). Jejich témata jsou značně abstraktní, týkají se např. pojmů událost, rozprostraněnost, krychle, nyní, totiž apod.

### Emil Juliš
Emil Juliš (21. října 1920 v Praze – 25. prosince 2006 v Lounech) vstupoval do experimentální poezie jako zkušený básník. Z devatenácti jeho básní uveřejněných v této antologii pochází dvanáct z roku 1968. Snad lze říci, že těchto dvanáct básní je mostem spojujícím jeho dřívější poezií s jeho novou poezii experimentální.

### Josef Hiršal
Josef Hiršal (24. července 1920 v Chomutičkách – 15. srpna 2003 v Praze) a Bohumila Grögerová se společně zasloužili o to, že experimentální poezie k nám pronikla brzy a bez šarvátek. Za krátký čas tehdy zdomácněly takové názvy básní jako např. Automatický text abstraktní, Matematický text naprogramovaný apod.

### Josef Honys
Josef Honys (10. listopadu 1919 v Jičíně – 24. června 1969 v Ústí nad Labem) byl mezi ostatními autory experimentální poezie zpočátku málo znám. Až posmrtné vydání jeho básnické knihy NESMELIÁN aneb do experimentálních textů vstup nesmělý (dybbuk, 2011) ukázalo, o jak zralého básníka šlo.

### Jiří Kolář
Jiří Kolář (24. září 1914 v Protivíně – 11. srpna 2000 v Praze) zakončuje knihu svou skladbou Partitura pro auditivní báseň na jméno Baudelaire. Tato skladba o 23 stranách žádná slova neobsahuje. Každá její strana je obrazem složeným z různě typograficky řešených tiskacích písmen (a zlomků písmen) jména Baudelaire. Tato kapitola, která je jednou z nejvizuálnějších, působí značně dynamicky. Písmena a zlomky písmen se na stránkách zmnožují a také různě mísí. Jako kdyby byla tato poslední kapitola ozvěnou všeho toho mísení, s nimiž se čtenář potkával v kapitolách předchozích.

## Recenze knihy
- SÁRKÖZI, Radek. Vrh kostek: Antologie české experimentální poezie. Severočeský regionální deník. 1994-05-14, roč. 4, čís. 113, s. 4.
- ŘEZNÍČEK, Pavel. Vrh kostek nevyloučí náhodu. Lidová demokracie. 1994-01-31, roč. 50, čís. 25, s. 9. ISSN 0323-1143.
- PECHAR, Jiří. 3× Hiršal a Grögerová. Literární noviny. 1994-04-14, roč. 5, čís. 15, s. 6. Dostupné online [cit. 2015-03-29]. ISSN 1210-0021.
- MATYS, Rudolf. Básnický experiment jako hra. Lidové noviny. 1994-02-03, roč. 7, čís. 28, s. II.. ISSN 0862-5921.
- HLAVÁČEK, Josef. Kostky byly vrženy. Literární noviny. 1994-02-17, roč. 5, čís. 7, s. 6. Dostupné online [cit. 2015-03-29]. ISSN 1210-0021.
- VANČA, Jaroslav. Kostky vržené s rozmyslem i citem: Antologie české experimentální poezie. Práce. 1994-03-17, roč. 50, čís. 64, s. 7. ISSN 0231-6374.
- MATYS, Rudolf. Panoráma básnického experimentu. Nové knihy. 1994-02-23, čís. 7, s. 1. ISSN 0322-922X.
- NEBESKÝ, Ladislav. Prázdné místo. Česká literatura. 1997, roč. 45, čís. 1, s. 57–63. Dostupné online [cit. 2015-03-29]. ISSN 0009-0468.
- CHUCHMA, Josef. Setkání. Mladý svět. 1994-02-04, roč. 36, čís. 6, s. 49. ISSN 0323-2042.